# Grästjärnarna (Ore socken, Dalarna, 681171-146149)
Grästjärnarna är en sjö i Rättviks kommun i Dalarna och ingår i Dalälvens huvudavrinningsområde.